# Relaciones España-Honduras
Las relaciones España-Honduras son las relaciones exteriores entre el Reino de España y la República de Honduras. Ambos países son miembros de pleno derecho de la ABINIA, la ASALE, la AICO, el CAF, la CEPAL, el CERLALC, la COMJIB, la COPANT, el IICA, la FELABAN, la Fundación EU-LAC, el OIJ, la OISS, la OEI, la ONU y la SEGIB. También comparten su pertenencia al sistema de Cumbres Iberoamericanas.

## Historia

### Colonización española

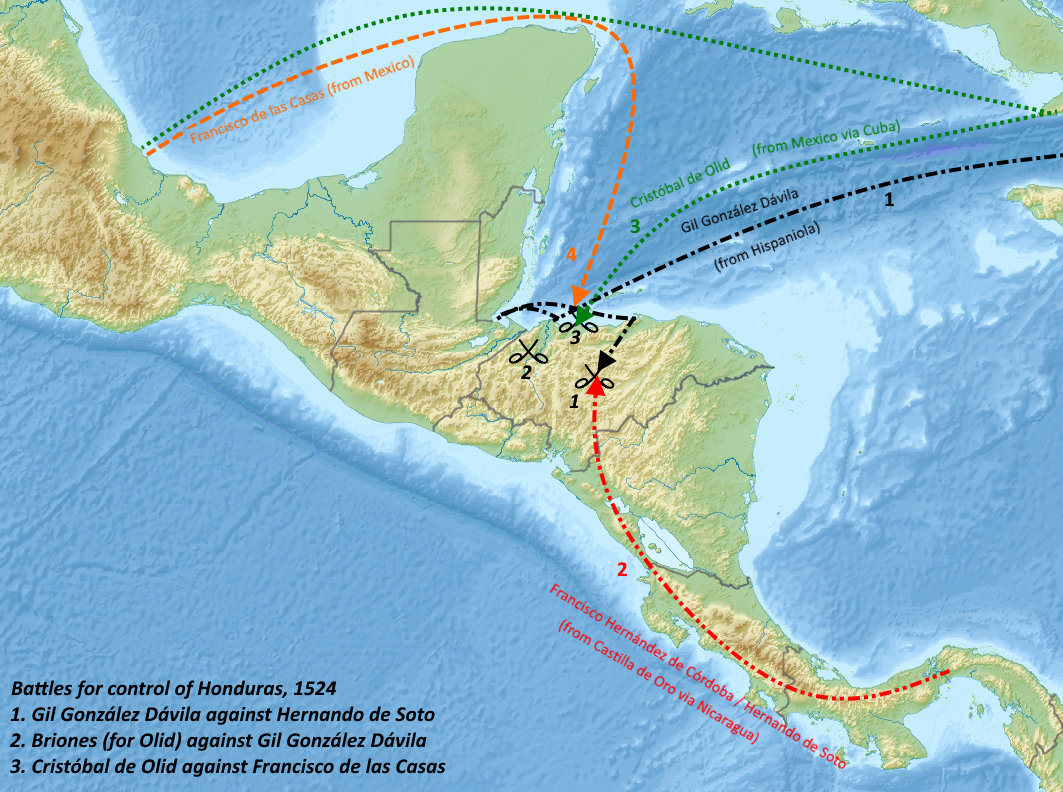
Mapa de expediciones españolas para conquistar Honduras.

En septiembre de 1502, el explorador Cristóbal Colón llegó al norte de Honduras en su cuarto viaje a las Américas. Colón llegó a Punta Caxinas (Cabo de Honduras) y desembarcó en Trujillo y tomó posesión de Honduras en nombre de los soberanos de España. 
En 1524, el conquistador español Gil González Dávila en camino a Nicaragua, fue desviado por una tormenta y aterrizó en la actual Honduras. Al llegar a la costa hondureña, para aligerar la carga de sus barcos y poder llegar a tierra, ordenó que arrojaran varios caballos al mar y por esa acción, el puerto recién establecido se llamó Puerto Caballos. Gil González Dávila fundó el primer asentamiento español en Honduras llamado "San Gil de Buena Vista".
La conquista inicial de Honduras resultó ser difícil ya que las tribus nativas en el territorio resistieron abrumadoramente la invasión española. Impaciente de la prolongada conquista del territorio, el conquistador español de los Mexica en México, Hernán Cortés llegó a Honduras con un ejército para tomar el control del territorio. No fue sino hasta 1539 que las fuerzas españolas pudieron tomar el control total del territorio. El territorio de Honduras pronto se convirtió oficialmente en parte del Imperio español bajo el Virrey de Nueva España con base en la Ciudad de México y administrado por la Capitanía General de Guatemala en Santiago de Guatemala.

Escudo de Honduras dado por el Rey Carlos I.

Al llegar a Honduras, Cortés introdujo el ganado y fundó la ciudad de Natividad de Nuestra Señora, cerca de Puerto Cortés. El 25 de abril de 1526, antes de regresar a México, Cortés, nombró a Hernando de Saavedra, gobernador de Honduras y dejó instrucciones de darles buen trato a los indígenas. El 26 de octubre de 1526, Diego López de Salcedo, fue nombrado por el emperador como gobernador de Honduras, en substitución de Saavedra. La siguiente década estuvo marcada por las ambiciones personales de los gobernantes y los conquistadores interfiriendo con la organización gubernamental. Los colonos españoles se rebelaron en contra de sus líderes, y los indígenas se rebelaron contra sus patrones, y contra los malos tratos.
Salcedo, en procura de enriquecerse, tuvo serios enfrentamientos con Pedrarias, gobernador de Castilla del Oro, quien por su lado, deseaba a Honduras como parte de sus dominios. En 1528 Pedrarias, arrestó a Salcedo y le obligó a ceder parte del territorio hondureño, pero el Emperador Carlos I de España rechazó el acuerdo. Luego de la muerte de Salcedo en 1530, los colonos se convirtieron en árbitros del poder. Ponían y sacaban gobernadores. Ante esta situación, los colonos solicitaron a Pedro de Alvarado poner fin a la anarquía. Con la llegada de Alvarado en 1536, el caos disminuyó, y la región quedó bajo autoridad.
En 1537, Francisco de Montejo fue nombrado gobernador. Al llegar a Honduras, anuló las reparticiones de tierras hechas por Alvarado. Su capitán, Alonso de Cáceres, fue el responsable de sofocar la revuelta indígena de 1537 y 1538, dirigido por el cacique Lempira. En 1539 Montejo y Alvarado tuvieron serios desacuerdos sobre la región lo cual, llamó la atención de la Consejo de Indias. Montejo se fue a Chiapas, y Alvarado se convirtió en gobernador de Honduras.

### Independencia
En 1808, José I Bonaparte se instaló como Rey de España y varias colonias de Hispanoamérica comenzaron a declarar su independencia de España. Como Honduras y la mayoría de las naciones centroamericanas estaban gobernadas por la Ciudad de México; Nueva España declaró su independencia de España en 1810. En 1821, el Plan de Iguala declaró a México como una monarquía constitucional. Honduras declaró su propia independencia de España el 15 de septiembre de 1821 y decidió unirse al Imperio Mexicano bajo el Emperador Agustín de Iturbide.
En marzo de 1823, Iturbide renunció como Emperador y México se convirtió en una república. Honduras decidió separarse de México el 1 de julio de 1823. Honduras, junto con Costa Rica, El Salvador, Guatemala y Nicaragua formaron la República de América Central. En 1839, la Federación Centroamericana se disolvió y Honduras se convirtió en una nación independiente.

### Post-Independencia

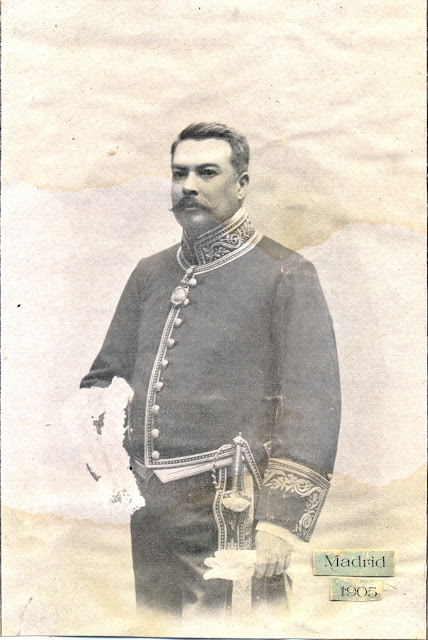
Alberto de Jesús Membreño como representante de Honduras en España en 1905.

El 17 de noviembre de 1894, España y Honduras establecieron relaciones diplomáticas con la firma de un Tratado de Paz y Amistad. Después de la independencia, una pequeña comunidad de catalanes emigraron a Honduras. En septiembre de 1977, los reyes españoles, Juan Carlos I y Sofía de Grecia, realizaron su primera y única visita oficial a Honduras.

En junio de 2009, el presidente hondureño Manuel Zelaya fue destituido por las fuerzas militares y obligado al exilio. Como resultado del golpe de Estado, España expulsó al embajador hondureño en Madrid que apoyó la destitución del Presidente Zelaya del poder. Con los años, miles de hondureños han emigrado a España en busca de mejores oportunidades. La comunidad hondureña más grande de España (y de toda Europa) se encuentra en la ciudad de Gerona, Cataluña.

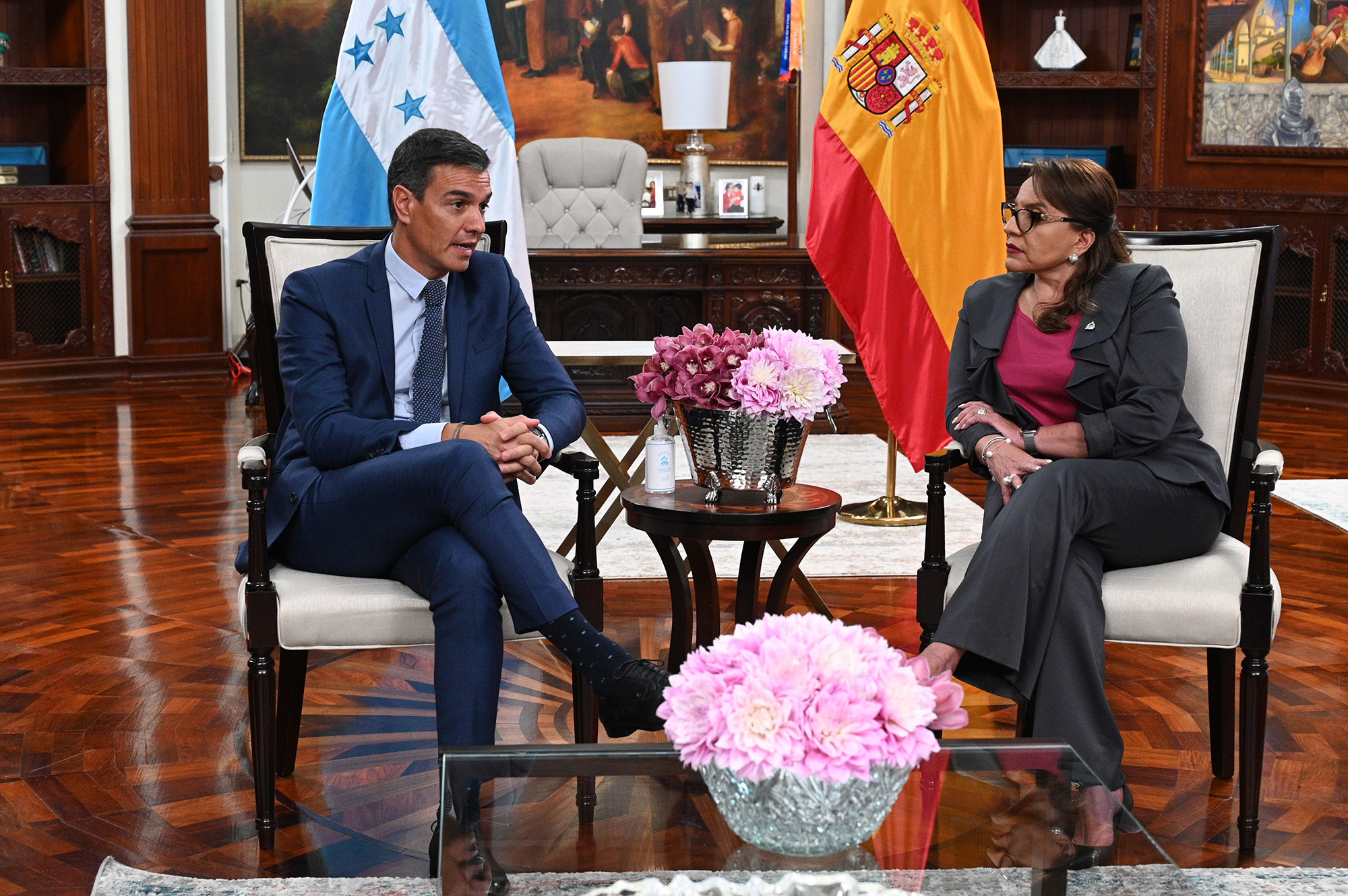
El Presidente del Gobierno español Pedro Sánchez visitando con la Presidenta hondureña Xiomara Castro en Tegucigalpa; agosto de 2022.

Las estrechas relaciones bilaterales entre España y Honduras obedecen a un profundo vínculo histórico y se han ido consolidando, con el paso de los años, gracias a una comunión de valores y tradiciones y a la solidaridad entre dos pueblos hermanos. En la última década, la relación bilateral se ha venido enriqueciendo al calor del aumento de las cifras de la cooperación al desarrollo. El apoyo brindado por el Gobierno de España al Gobierno y pueblo de Honduras ha sido firme y constante, tanto en aras de la consolidación política de reconciliación nacional como en la normalización internacional. Además, Honduras cuenta con un Centro Cultural de España en Tegucigalpa.

## Relaciones bilaterales

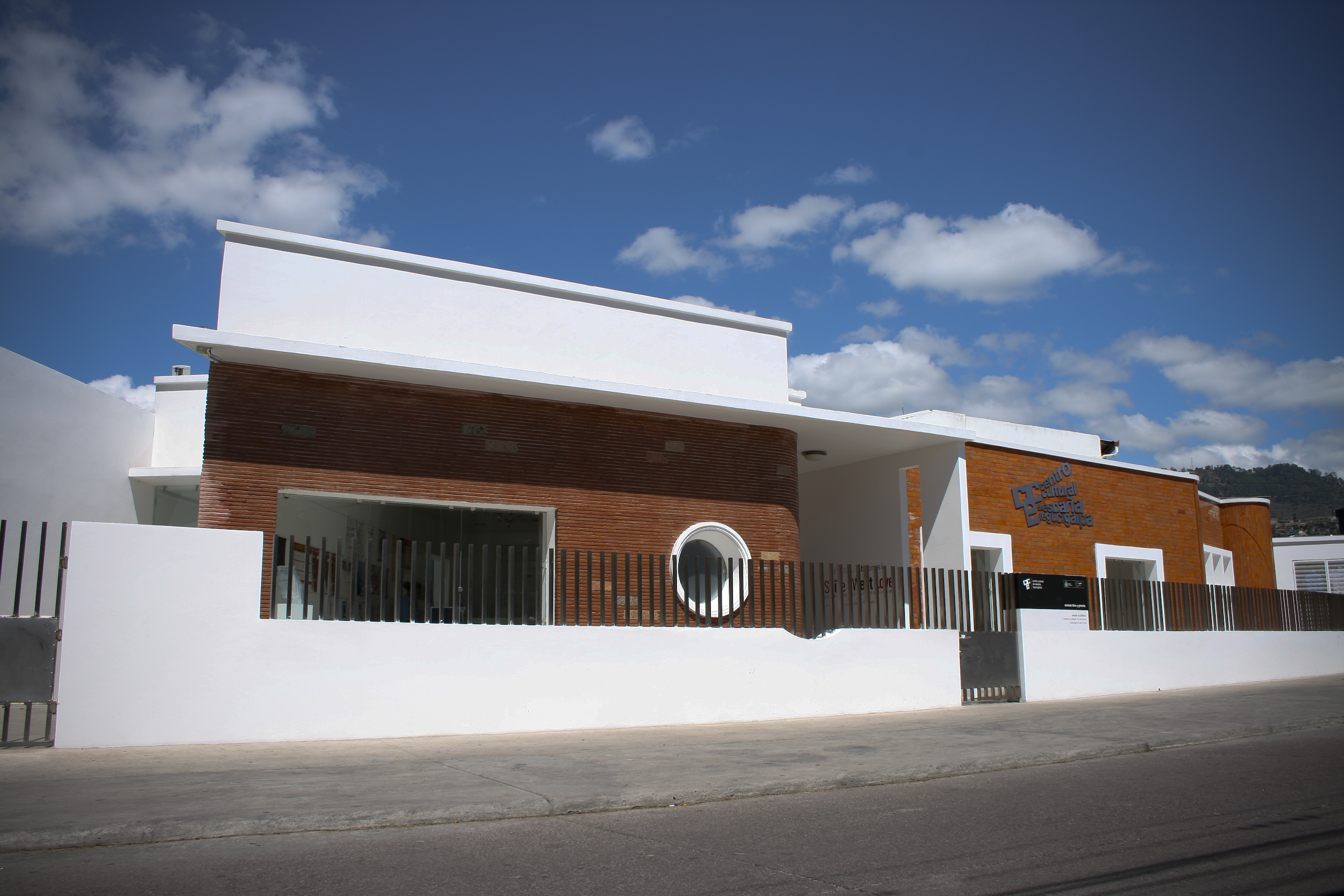
Centro Cultural de España en Tegucigalpa.

Ambas naciones han firmado varios acuerdos bilaterales, como un Acuerdo de doble nacionalidad (1966); Acuerdo de Cooperación Económica (1972); Acuerdo de Cooperación Científica y Técnica (1981); Acuerdo sobre transporte aéreo (1992); Acuerdo sobre la promoción y protección recíproca de inversiones (1994); Acuerdo de Cooperación Cultural, Educativa y Científica (1994); Acuerdo sobre la asistencia diplomática mutua (1995) y un tratado de extradición (1999).

## Transporte
Hay vuelos directos entre Madrid y San Pedro Sula con Air Europa.

## Comercio
En 2017, el comercio entre España y Honduras ascendió a €158 millones de euros. Las principales exportaciones de España a Honduras incluyen: materias primas, productos industriales y materiales utilizados para la industria mecánica y de la construcción (principalmente productos de acero) y la industria farmacéutica. Las principales exportaciones de Honduras a España incluyen: pescado, mejillones, crustáceos y café. En 2016, las inversiones españolas en Honduras totalizaron €4,8 millones de euros. Empresas multinacionales españolas como Mapfre y Zara operan en Honduras.

## Misiones diplomáticas residentes
- España tiene una embajada en Tegucigalpa.[12]
- Honduras tiene una embajada en Madrid y un consulado-general en Barcelona.[13]